# Бьярни Бенедиктссон (младший)
Бьярни Бенедиктссон (исл. Bjarni Benediktsson; род. 26 января 1970, Рейкьявик, Исландия) — исландский политический и государственный деятель. Председатель Партии независимости (2009—2025), премьер-министр Исландии (2024, 2017), министр продовольствия (2024), министр социальных дел и рынка труда (2024), министр иностранных дел Исландии (2023—2024), министр финансов и экономики Исландии (2013—2017, 2017—2023), депутат альтинга (2003—2024).
6 января 2025 года объявил об уходе из политики.

## Биография
Родился 26 января 1970 года в Рейкьявике. Премьер-министр Исландии, которого также звали Бьярни Бенедиктссон, был его двоюродным дедом.
В 1989 году окончил Рейкьявикскую среднюю школу второй ступени (MA). В 1995 году получил образование на юридическом факультете Исландского университета. В 1995—1996 годах стажировался в Германии, а в 1997 году — в США. Получил степень магистра права на юридическом факультете Университета Майами.
В 1995 году был окружным комиссаром в Кеблавике, в 1997—1999 годах — юрисконсультом транспортной компании Eimskip, в 1999—2003 годах — поверенным в юридической фирме Lex.
Депутат альтинга с 2003 года от Юго-западного избирательного округа. В 2003—2007 годах возглавлял комитет по общим вопросам, а в 2007—2009 годах — комитет по иностранным делам.
В марте 2009 возглавил консервативную Партию независимости, сменив Гейра Хаарде. Под его руководством партия выиграла выборы в парламент, состоявшиеся 27 апреля 2013 года, и досрочные выборы в парламент 2016 года. На досрочных выборах в парламент 2017 года партия потеряла 5 мест в парламенте.
При формировании нового коалиционного кабинета Сигмюндюра Давида Гюннлёйгссона (Прогрессивная партия) 23 мая 2013 года получил портфель министра финансов и экономики Исландии.
2 ноября 2016 года президент Исландии дал ему мандат на формирование правительства. Однако переговоры о формировании коалиции не дали результата и были прекращены. Во второй половине декабря вновь получил мандат на формирование правительства. С 11 января по 30 ноября 2017 года являлся премьер-министром Исландии. Одним из его главных решений на этом посту была приостановка вступления Исландии в Евросоюз. 15 сентября партия «Светлое будущее» вышла из коалиции на фоне скандала, связанного с принятой в Исландии процедурой «восстановления чести». Она заключается в том, что лицо, отбывшее наказание за тяжкое преступление, может вернуться к нормальной жизни и получить работу, если кто-либо из его близкого окружения поручится за него, написав так называемое рекомендательное письмо. Отец премьера Бенедикт Свейнссон написал рекомендательное письмо в отношении осужденного за педофилию, что получило огласку летом 2017 года и вызвало возмущение в обществе. 16 сентября президент Исландии принял отставку премьер-министра.
30 ноября 2017 года получил портфель министра финансов и экономики Исландии в первом кабинете Катрин Якобсдоуттир. Сохранил пост во втором кабинете Катрин Якобсдоуттир, сформированном 28 ноября 2021 года.
14 октября 2023 года назначен министром иностранных дел Исландии.
После отставки Катрин Якобсдоуттир 9 апреля 2024 года Бьярни Бенедиктссон назначен премьер-министром Исландии. 13 октября на пресс-конференции объявил о своём намерении представить президенту Хадле Тоумасдоуттир предложение о роспуске альтинга и назначении выборов. 15 октября на встрече с президентом подал прошение об отставке правительства. В тот же день президент выступила с заявлением о том, что предложение о роспуске альтинга и просьба премьер-министра об отставке приняты. 17 октября президент освободила представителей партии «Лево-зелёное движение» Свандис Сваварсдоуттир, Гвюдмюндюра Инги Гвюдбрандссона и Бьяркей Гюннарсдоуттир с министерских должностей. В результате разделения министерских обязанностей Бьярни Бенедиктссон в дополнение к занимаемой должности возглавил Министерство социальных дел и рынка труда и Министерство продовольствия. Правительство ушло в отставку 21 декабря.
6 января 2025 года объявил об уходе из политики. Место в альтинге от Партии независимости в Юго-западном избирательном округе перешло к Йоуну Гюннарссону.

## Личная жизнь
Женат на Тоуре Маргрьет Бальдвинсдоттир (Þóra Margrét Baldvinsdóttir), с которой познакомился ещё в школе. Имеет четырёх детей: трёх дочерей и сына.
Хобби: футбол и рыбалка.